# Musicum, Linköping
Musicum är lokaler vid Linköpings universitet där verksamheten Musik vid Linköpings universitet bedriver körsång och orkesterspel. Verksamheten är knuten till Institutionen för kultur och kommunikation vid Linköpings universitet. Till Musicum är ensemblerna Den akademiska damkören Linnea, Linköpings Akademiska Orkester, Linköpings Studentsångare och Östgöta Kammarkör knutna.
Verksamheten består av konsertant verksamhet samt utbildning i körsång och orkesterspel.
Lokalerna är belägna i C-huset på Campus Valla och förutom ovanstående ensembler repeterar även LiTHe Blås där. I Musicum finns kör- och orkestersal samt övningsrum, m.m.